# Sốt Zika

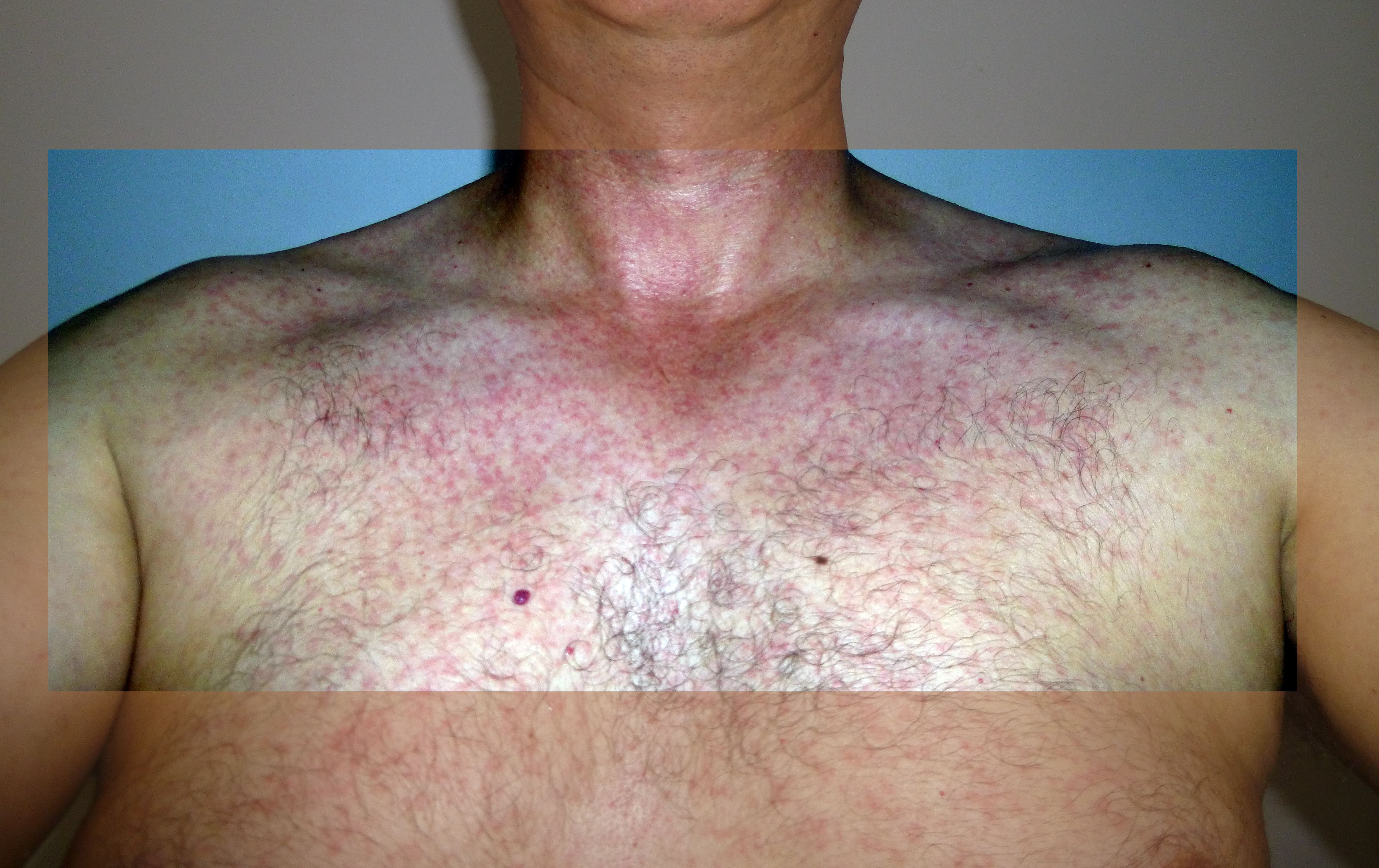
Phát ban trong quá trình nhiễm sốt Zika

Sốt Zika, còn được gọi là bệnh do virus Zika hay đơn giản là Zika, là một bệnh truyền nhiễm do virus Zika gây ra. Hầu hết các trường hợp không có triệu chứng, nhưng khi có mặt, chúng thường nhẹ và có thể giống với sốt xuất huyết. Các triệu chứng có thể bao gồm sốt, đau mắt đỏ, đau khớp, đau đầu và phát ban hoàng điểm. Các triệu chứng thường kéo dài dưới bảy ngày. Nó đã không gây ra bất kỳ cái chết được báo cáo trong nhiễm trùng ban đầu. Lây truyền từ mẹ sang con khi mang thai có thể gây ra bệnh não nhỏ và dị tật não khác ở một số em bé. Nhiễm trùng bệnh này ở người lớn có liên quan đến hội chứng Guillain-Barré (GBS).
Sốt Zika chủ yếu lây lan qua vết cắn của muỗi loại Aedes. Nó cũng có thể lây truyền qua đường tình dục và có khả năng lây lan qua truyền máu. Nhiễm trùng ở phụ nữ mang thai có thể lây sang em bé. Chẩn đoán bằng cách xét nghiệm máu, nước tiểu hoặc nước bọt để tìm sự hiện diện của RNA của virus khi người bệnh hoặc xét nghiệm máu tìm kháng thể sau khi có triệu chứng hơn một tuần.
Phòng ngừa bệnh này bằng việc giảm muỗi đốt ở những khu vực xảy ra bệnh và sử dụng bao cao su đúng cách. Các nỗ lực để ngăn chặn vết cắn bao gồm sử dụng thuốc chống côn trùng, che phủ phần lớn cơ thể bằng quần áo, màn chống muỗi và loại bỏ nước đọng nơi muỗi sinh sản. Không có vắc-xin hiệu quả. Các quan chức y tế khuyến nghị phụ nữ ở các khu vực bị ảnh hưởng bởi vụ dịch Zika 2015 Z16 nên cân nhắc bỏ thai và phụ nữ mang thai không đi du lịch đến những khu vực này. Mặc dù không có cách điều trị cụ thể, paracetamol (acetaminophen) có thể giúp giảm các triệu chứng. Việc nhập viện ít khi cần thiết.
Virus gây bệnh lần đầu tiên được phân lập ở châu Phi vào năm 1947. Vụ dịch đầu tiên được ghi nhận ở người xảy ra vào năm 2007 tại Liên bang Micronesia. Một ổ dịch bắt đầu ở Brazil vào năm 2015 và lan sang Châu Mỹ, Thái Bình Dương, Châu Á và Châu Phi. Điều này dẫn đến Tổ chức Y tế Thế giới tuyên bố đây là Tình trạng khẩn cấp về Sức khỏe Cộng đồng vào tháng 2 năm 2016. Tình trạng khẩn cấp này đã được dỡ bỏ vào tháng 11 năm 2016, nhưng 84 quốc gia vẫn báo cáo các trường hợp kể từ tháng 3 năm 2017.